# Morderca z Whitechapel
Morderca z Whitechapel (ang. Whitechapel, 2009–2013) – brytyjski serial dramatyczny wyprodukowany przez Carnival Films.
Jego światowa premiera odbyła się 2 lutego 2009 roku na kanale ITV. W Polsce nadawany był od 27 września 2009 roku na kanale BBC Entertainment. Od 22 kwietnia 2012 roku był pokazywany w Ale Kino+.

## Fabuła
Młody detektyw Joseph Chandler (Rupert Penry-Jones) wraz z Rayem Milesem (Phil Davis) i Edwardem Buchanem (Steve Pemberton) stara się odnaleźć mordercę, który naśladuje innego słynnego XIX-wiecznego mordercę Kubę Rozpruwacza.

## Główna obsada
| Imię i nazwisko | Aktor               | Profil | Pierwsze wystąpienie | Ostatnie wystąpienie |
| --------------- | ------------------- | --- | -------------------- | -------------------- |
| Joseph Chandler | Rupert Penry-Jones  | Detektyw, jego pierwszą poważną sprawą było morderstwo przęstępcy przypominającego Kubę Rozpruwacza.                   | 1.1                  | N/A                  |
| Ray Miles       | Phil Davis          | Oficer policji; weteran.                                                                                               | 1.1                  | N/A                  |
| Edward Buchan   | Steve Pemberton     | Specjalizujący się w legendach miejskich ekscentryczny przewodnik po Londynie, który ofiaruje swoją pomoc Chandlerowi. | 1.1                  | N/A                  |
| Fitzgerald      | Christopher Fulford | Prawa ręka Milesa. | 1.1                  | 2.2                  |
| Sanders         | Johnny Harris       | Jeden z członków zespołu Chandlera.                                                                                    | 1.1                  | 2.3                  |
| Kent            | Sam Stockman        | Najmłodszy członek zespołu Chandlera.                                                                                  | 1.1                  | N/A                  |
| McCormack       | George Rossi        | Jeden z członków zespołu Chandlera. Popełnia samobójstwo.                                                              | 1.1                  | 2.3                  |
| Anderson        | Alex Jennings       | Komandor porucznik; szef i mentor Chandlera.                                                                           | 1.1                  | 2.3                  |
| Llewellyn       | Claire Rushbrook    | Patolog policyjny. | 1.1                  | N/A                  |
| Mansell         | Ben Bishop          | Jeden z członków zespołu Chandlera.                                                                                    | 2.1                  | N/A                  |